# Vyronas
Vyronas (griechisch Βύρωνας [ˈvirɔnas] (m. sg.), älter auch Vyron Βύρων) ist eine südöstliche Vorstadtgemeinde der griechischen Hauptstadt Athen und seit 1933 eine eigenständige Gemeinde.

## Geografie

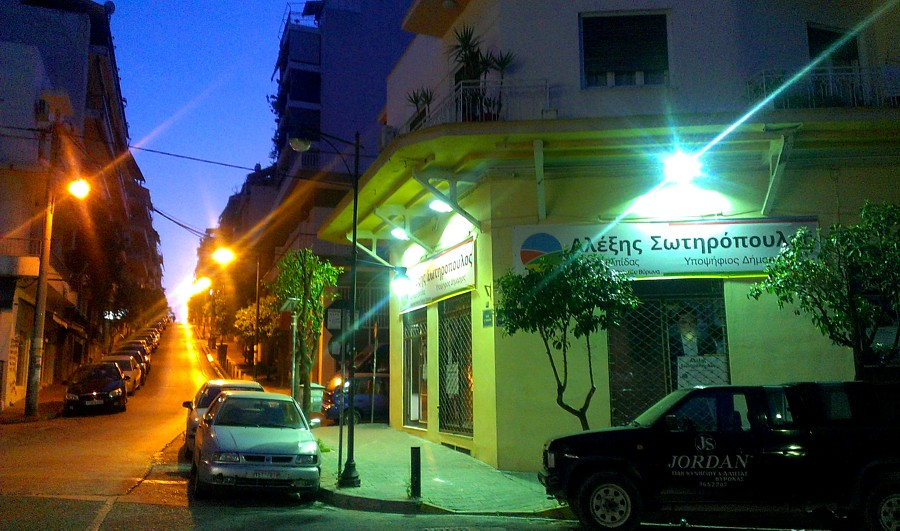
Straßenbild aus Vyronas

Das Gebiet von Vyronas beginnt etwa zwei Kilometer südöstlich der Akropolis an der Grenze der Gemeinde Athen und erstreckt sich über rund sechs Kilometer in südöstlicher Richtung die Hänge des Ymittos hinauf. Der höchste Punkt des Gemeindegebiets liegt wenige hundert Meter südlich des Evzonas (1026 m), des Gipfels des Ymittos. Das Gebiet ist rund zwei Kilometer breit, die Nachbargemeinden sind Kesariani nördlich sowie Dafni-Ymittos und Ilioupoli im Süden. Am Grat des Ymittos grenzt östlich die Gemeinde Koropi an Vyronas. 
Nur etwa 250 Hektar im Westen des rund 900 Hektar umfassenden Gemeindegebiets sind städtisch besiedelt, diese Fläche teilt sich in zwei geschlossene Siedlungsgebiete: einen wesentlich größeren am Rand des Athener Zentrums und das Viertel Kareas weiter südöstlich. Die übrigen rund 650 Hektar der Gemeinde sind von Wald, Resten der ehemaligen Steinbrüche und Gewerbegebiet bedeckt. Die durchschnittliche Seehöhe der Gemeinde liegt bei 350 m über dem Meeresspiegel.
Stadtgliederung
Vyronas ist offiziell in neun „städtebauliche Einheiten“ gegliedert:
- Kareas (Καρέας), 43 ha
- Zoodochos Pigi und Anapirika (Ζωοδόχος Πηγή και Αναπηρικά), 42 ha
- Frygia (Φρυγία), 24 ha
- Nea Elvetia (Νέα Ελβετία), 20 ha
- Metamorfosi (Μεταμόρφωση), 33,5 ha
- Duncan (Ντάνκαν), 25 ha
- Neraida (Νεράϊδα), 12 ha
- Zentrum (Κέντρο), 56,5 ha
- der Gesamtgemeinde zugeordnetes Gebiet (Σύνολο Δήμου), 25,6 ha

Die Gemeinde gibt als Stadtviertel Kareas, Analipsi (Ανάληψη), Kopanas (Κοπανάς) Metamorfosi, Avra (Αύρα), Nea Elvetia und Zentrum an. Ein weiterer Name für das ursprüngliche Zentrum ist Neo Pangrati (Νέο Παγκράτι).

## Geschichte
Die Geschichte von Vyronas begann im November 1922, als der Ingenieur G. Soulis für die zunächst in Schulen untergebrachten Flüchtlinge aus Kleinasien eine Siedlung plante, die auf einem 9,8 Hektar großen Gelände östlich des Athener Viertels Pangrati errichtet wurde und am 29. April 1923 in Anwesenheit des griechischen Königs eröffnet wurde. Diese Siedlung bestand aus vier rechteckigen Blocks mit einstöckigen Wohneinheiten zu je zwei Zimmern, vierstöckigen Gebäuden mit Gemeinschaftseinrichtungen an den Ecken und umfasste zunächst 305 Zimmer. 
Im Januar 1924 wurde das neue Viertel anlässlich der 100. Wiederkehr seines Todes nach Lord Byron benannt, der während der Griechischen Revolution als Kommandant der freien griechischen Streitkräfte gestorben war.
Mit dem Zustrom weiterer Flüchtlinge wuchs die Siedlung schnell, der Bau einer ersten Schule und die Errichtung einer Teppich-Fabrik waren die ersten Schritte zur Selbständigkeit der Flüchtlingssiedlung, die 1933 als Landgemeinde selbständig wurde und bereits ein Jahr später zur Stadtgemeinde (dimos) hochgestuft wurde. Zentrum dieser Gemeinde war die nach dem letzten griechischen Bischof von Smyrna, Chrysostomos Kalafatis benannte Hauptstraße odos Chrysostomou Smyrnis.
Eine weitere kleinere Flüchtlingssiedlung mit Flüchtlingen vornehmlich aus Konstantinopel, Kopanas, entstand weiter südlich und wurde später teils Ymittos, teils Vyronas zugeschlagen. 
Das Gebiet von Kareas, das mutmaßlich nach dem schon in der Antike genutzten Steinbruch Kara benannt ist, wurde ab 1932 als lockere Ferienhaussiedlung griechischer Militärangehöriger bebaut. 1957–58 errichtete man Eigentumswohnungen für Flüchtlinge aus Rumänien und der Sowjetunion sowie Armenier, die nach 1922 aus der Türkei nach Griechenland geflohen waren. Das Viertel erhielt mit Unterstützung der Vereinten Nationen und von Calouste Gulbenkian ein ‚städtisches [Begegnungs-]Zentrum‘ (griechisch Αστικό Κέντρο). Seit 1975 gab es Bestrebungen zu kommunaler Selbständigkeit.

## Kultur, Sport und Sehenswürdigkeiten

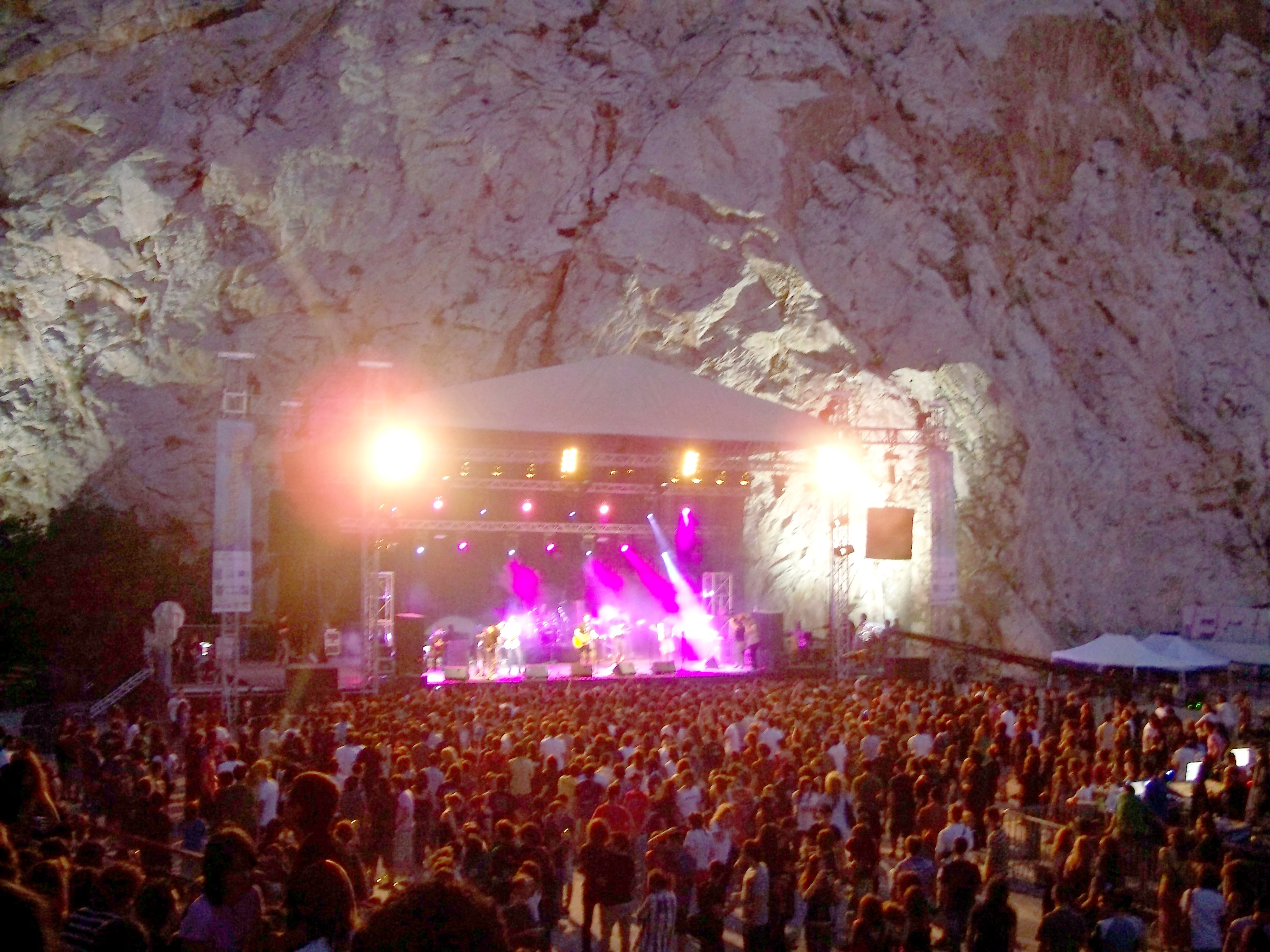
Felsentheater Melina Merkouri

Vor der Wand eines alten Steinbruchs im Süden der Gemeinde liegt das Naturtheater Melina Merkouri, in dem im Sommer das Theaterfestival Sti skia ton Vrachon (Στη σκιά των Βράχων ‚Im Schatten der Felsen‘) stattfindet. Eine kleinere Bühne daneben wurde nach Anna Synodinou benannt.
Die Gemeinde unterhält seit 1982 das Tanzforschungszentrum Isadora und Raymond Duncan, das in einem Gebäude residiert, das Isadora Duncans Bruder Raymond 1903 als „Tanz-Tempel“ für seine Schwester errichten ließ. Auch als Bühne genutzt wird das kommunale Kino Nea Elvetia.
In Vyronas residiert der griechische Fußballverein Athinaikos Athen.
Das Kloster des Heiligen Johannes des Täufers (gr. Moni Agiou Ioannou Prodromou Μονή Αγίου Ιωάννου Προδρόμου) in Kareas liegt nahe der Quelle des Rema Pikrodafnis an der Stelle eines antiken Apolloheiligtums, an dessen Stelle bereits in frühchristlicher Zeit eine Kapelle errichtet wurde. In seiner heutigen Gestalt geht die Kirche auf die Zeit um 1100 zurück. Das Kloster wurde im 17. Jahrhundert aufgegeben, wird aber seit den 1960er Jahren wiederaufgebaut seit 1971 und wieder als Nonnenkloster genutzt.

## Infrastruktur und Verkehr
Oberhalb der Stadt befindet sich ein Gelände der griechischen Streitkräfte, auf dem sich unter anderem eine Offiziersschule für die Krankenpflege und ein Versorgungszentrum befinden.
Die griechische A 64, die am Ostrand des Athener Stadtgebiets entlangführt, endet in Zografos einige Kilometer nördlich von Vyronas. Die Verlängerung durch das Gemeindegebiet ist geplant. Eine neue U-Bahn-Linie 4 der Metro Athen mit Halt in Vyronas ist ebenfalls beschlossen. Ansonsten wird Vyronas durch Busse mit dem übrigen Athener Stadtgebiet verbunden.

## Söhne und Töchter der Stadt
Der griechische Fußballspieler Giorgos Tzavelas wurde 1987 in Vyronas geboren.